# Кутлибег
Кутлибег (мак. Кутлибег) — село у Північній Македонії, входить до складу общини Куманово Північно-Східного регіону.
Населення — 13 осіб (перепис 2002).